# Диалект Чэнду
Диалект Чэнду-Чунцин или Чэн-Юй (кит. 成都话/成都話; пиньинь chéngdūhuà) — наиболее широко использующаяся ветвь Юго-Западной подгруппы севернокитайского языка. Число носителей диалекта достигает 100 млн человек, что делает его одним из самых широко используемых китайских диалектов на густонаселенной территории. Назван в честь города Чэнду, столицы провинции Сычуань, и Чунцина, который был отделен от провинции Сычуань в 1997 г. На нём говорят в основном в северной и восточной Сычуани, в северно-восточной части равнины Чэнду, в нескольких городах и районах юго-западной Сычуани (Паньчжихуа, Яньюань, Ниннань), южной Шэньси и западной Хубэй. Этот единый диалект сформировался после Великого миграционного движения в династиях Мин и Цин. На него оказали значительное влияние диалекты китайского, на которых говорили иммигранты из провинции Хубэй — Сян и Гань. Таким образом, он имеет меньше характерных для сычуаньского Ба-Шу черт, которые прослеживаются в других сычуаньских диалектах, например, диалекте Минцзян.

## Фонология

### Тоны[1]
В диалекте Чэнду всего имеется 4 тона путунхуа (ровный, восходящий, нисходяще-восходящий и нисходящий), древний входящий тон в целом напоминает второй (восходящий) тон. Тоны других диалектов провинции Сычуань (например Минцзян) одинаково высокие. Первый тон обычно высокий ровный или полувысокий, второй тон обычно низкий нисходящий, третий тон — высокий нисходящий или падающий, четвертый тон — низкий восходящий или нисходяще-восходящий.

### Инициали и финали
В большинстве регионах, где говорят на диалекте Чэнду нет инициалей группы tʂ (переднеязычные инициали), только в районе Бачжун в подножии Дабашань (кроме городского округа Паньчжихуа) имеются переднее- и заднеязычные инициали. В диалекте Чэнду имеется 2 наиболее распространенных вида финалей. В общей сложности диалект Чэнду имеет 36 финалей, чунцинский диалект — 37 (по сравнению с диалектом Чэнду имеет на одну финаль [yu] больше). Кроме того, стоит сказать, что после 1960 года инициали [an], [ian], [uan], [yan] старого диалекта Чэнду постепенно утрачивают назализацию, медлительность (протяженность) произношения среди молодого населения. Произношение этих финалей подвергается изменениям — [æ], [iæ], [uæ], [yæ], но это явление не возникает в других диалектах (района употребления диалекта Чэнду).